# Significazione
Il termine significazione è un concetto semiotico che indica la relazione tra un significante e un significato. Essa ha a che vedere con la ricchezza di senso tipica di ogni persona, oggetto, elemento del paesaggio naturale. Ogni cosa non ci appare come elemento astratto, bensì è per noi subito sensata, dotata di determinate caratteristiche.

## Significazione e comunicazione
Il concetto di significazione non va confuso con quello di comunicazione. Quando parliamo di comunicazione, ci riferiamo al processo mediante il quale qualcuno (l'emittente) trasmette qualcosa  (il messaggio) a qualcun altro (il destinatario).
Nel caso della significazione, invece, l'emittente non è presente, se non come una sorta di proiezione del destinatario. A compiere tutto il lavoro comunicativo di interpretazione è per l'appunto il destinatario, che decide di considerare un determinato elemento della realtà come messaggio, o più precisamente di un segno, rappresentazione della relazione fra un significante e un significato.

## Significato e significazione
Nella comune descrizione lessicografica significato e significazione sono definiti sinonimi  (Zingarelli 2009). La trattazione che segue dimostrerà che nell'ambito della Pedagogia Linguistica questi due termini rappresentano valenze culturali contrapposte. La loro delucidazione consentirà inoltre di comprendere meglio la complessa funzione del linguaggio umano nella comune interazione sociale. 
Occorre pertanto chiarire il campo semantico di riferimento di questi due termini.  Alla base del significato vi è la lingua da intendersi come particolare capacità espressiva di una collettività, mentre la significazione, al contrario, si collega alla sfera del privato e ne rappresenta concretamente la singolarità idiolettica. Il linguista svizzero Ferdinand de Saussure (1857-1913) considerava la parola un'entità composta da un significante e da un significato. Al significante nella sua espressione vocale di parola è abbinabile simbolicamente un significato che si caratterizza per varianza semantica.
La simbolizzazione, ossia la capacità di abbinare un'astratta unità significativa ad un concreto riferimento è presente anche nella comunicazione animale. La psicologa statunitense Francine Penny Patterson ha dimostrato che un primate – Koko, un gorilla femmina nato nel 1971 nel Giardino zoologico di San Francisco – addestrato nel linguaggio dei segni americano (ASL) era in grado di comunicare con la sua addestratrice servendosi di centinaia di simboli gestuali.
La cultura animale definisce la capacità dell'animale di reagire alle varie sfide ambientali adattando il proprio comportamento alle necessità del momento. Gli uccelli tessitori, appartenenti alla famiglia dei Placeidi, sono capaci di utilizzare nodi e tiranti per costruirsi un nido di notevole complessità.  Anche lo scimpanzé trasmette culturalmente da generazione a generazione la capacità di utilizzare due diverse pietre, ad immagine dell'incudine e del martello, per estrarre il gheriglio dall'involucro di una noce.
La cultura animale si manifesta per mezzo di un fare mentre la cultura umana si caratterizza per un dire. L'essere umano trasmette infatti cultura servendosi in prevalenza della possanza simbolica del proprio linguaggio. Il Grande Dizionario della Lingua Italiana del Battaglia (GDLI) registra 183.594 parole (per un totale di 22.501 pagine a tre colonne), mentre l'Oxford Dictionary, che esprime la complessità della lingua inglese, ne registra circa 600.000. Ogni singola lingua può quindi considerarsi, per la complessità delle valenze semantiche che rappresenta, la simbolica raffigurazione della cultura nella quale si è sviluppata. 
Con la potenza simbolica del linguaggio l'essere umano è in grado di creare mondi virtuali interpretando culturalmente la realtà circostante. Tali visioni sono tramandate alle nuove generazioni come cultura del passato.  L'odierna designazione dei giorni della settimana, per esempio, ci rammenta una cultura che considerava i pianeti divinità celesti da onorare settimanalmente e ancor oggi porgiamo omaggio al dio Marte con Martedì o a Giove con giovedì. Del Sole, splendente astro donatore di vita, è rimasta memoria nell'inglese Sunday corrispondente alla nostra Domenica di tradizione cristiana.
La capacità di farsi intendere nell'interazione sociale non dipende solamente dalla ricchezza linguistica della lingua con cui ci si esprime, ma dall'effettivo possesso di una parte, più o meno cospicua, del lessico disponibile. Il singolo idioletto mediante il quale ogni essere umano simbolizza il proprio vissuto si compone in media, per le principali lingue, di due, tremila parole. Nelle grandi opere letterarie le occorrenze si aggirano sulle 7500 unità. Nella Divina Commedia di Dante se ne contano 7309.
Per le carenti conoscenze linguistiche e culturali ed esperienze di vita diverse, due persone, pur con un percorso culturale simile, difficilmente attribuiranno alle stesse parole la stessa significazione. La cultura in senso lato non comprende solamente un insieme di comprovate conoscenze, ma consta pure di opinioni, pregiudizi, ideologie, credenze e convincimenti di varia tradizione, che sono alla base della singolare formazione della significazione. Il binomio diritti e doveri, per esempio, possiede culturalmente un proprio valore morale e sociale; obliando i doveri e reclamando per sé i soli diritti si crea una significazione a forte impronta idiolettica. 
L'incompetenza linguistica produce significative variazioni semantiche. Nel medioevo con ephemera febris si designava una febbre di breve durata. L'aggettivo effimero deriva dal greco ephemeros, alla cui base vi è hemera (giorno) e il prefisso epi- che ne rinforza il valore. Effimero pertanto designa, linguisticamente, un periodo dalla durata di un giorno, anche se poi con febbre effimera è possibile designare, culturalmente, uno stato febbrile dalla durata di due o tre giorni.  Esiste pure nella terminologia medica una febbre quintana, la cosiddetta febbre delle trincee, della durata di cinque giorni.
Si consideri ora una parola d'uso corrente, democrazia, nel suo triplice aspetto referenziale, linguistico e culturale, utilizzata da vari regimi a giustificazione del proprio operato. Nel suo aspetto referenziale esprime la speranza di poter vivere un giorno in una società in cui l'equità sociale, il reciproco rispetto, la dignità personale e la prevaricazione del più forte sul più deboli rappresentino solamente un brutto ricorda del passato. Una visione che riferendosi ad un fare renderebbe superfluo ogni dire.
L'origine della parola democrazia risale al greco demos e kratos. Ιl primo termine richiama l'idea della suddivisione con preciso riferimento ad un paese, una regione o una contrada, il secondo termine ha come riferimento linguistico la durezza intesa come condizione di forza.
Nell'antichità Atene era suddivisa in dodici demi, rioni in cui risiedevano dodici tribù.  Il demo che definisce linguisticamente una partizione territoriale è passato ad indicare i residenti. Da qui il sorgere della significazione di Potere del Popolo, in netto contrasto al significato linguistico della parola di un potere ‘distribuito’. 
Due significazioni culturali per la stessa parola appaiono comparando democracy in veste inglese con la corrispondente voce russa демократия. Nello spirito democratico di tradizione anglosassone il governo della cosa pubblica è affidato a rappresentanti politici che ne assumono per mandato la diretta responsabilità. Per la cultura russa, al contrario, la vera democrazia non esiste negli Stati Uniti d'America, dove prevale un interesse più individuale che sociale, ma in Russia dove il potere appartiene al popolo.
Altre significazioni, sorrette da una consolidata retorica, affermano che la guerra può definirsi santa, o la libertà assoluta una necessità democratica. Ed è in tal modo che un certo tipo di retorica, più interessata al privato che al sociale, contrapponendo al significato della parola una ben orchestrata significazione, trasforma l'azione politica in un'ideologia demagogica.